# Strike a Bell
『Strike a Bell』は、2015年6月17日に発売されたLEGO BIG MORLの9枚目のシングルである。

## 概要
初回限定盤にはThe Gate of Thanks GivingとThanks Giving vol.6で行われたドキュメンタリーライブ映像が収録されたDVDが封入された。

## 収録曲
1. Strike a Bell
2. Answer in the landscape
3. Flowers (Takashi’s 2nd Impression)